# Centro Interforze Studi per le Applicazioni Militari
Il Centro Interforze Studi per le Applicazioni Militari (CISAM) è un centro di ricerca della Marina Militare dipendente dal Comando logistico della Marina Militare. È situato a San Piero a Grado, frazione di Pisa.

## Storia
Il centro nasce alla fine 1955 dopo essere stato approvato dallo Stato maggiore della difesa e si insediò all'interno dell'Accademia navale di Livorno come CAMEN (Centro per le Applicazioni Militari dell'Energia Nucleare), il cui obiettivo primario era lo studio e sviluppo di reattori nucleari per la propulsione navale. Nel 1956 nacquero i primi corsi di laurea all'interno dell'accademia per le applicazioni nucleari con la collaborazione della Scuola Normale Superiore di Pisa. Alla fine del 1956 il centro si spostò nell'edificio San Leopoldo sempre all'interno dell'Accademia Navale. Uno dei primi compiti del CAMEN fu il controllo della radioattività in ambito nazionale dopo il test nucleare Gerboise bleue nel Sahara algerino.
Nel 1960 la costruzione del reattore nucleare aveva bisogno di spazi adeguati, vicinanza di grandi quantità d'acqua e al contempo distanza dai centri abitati, per cui nel 1961 il centro iniziò la costruzione degli edifici per ospitare il reattore e altre strutture ausiliarie in un'area boschiva a pochi chilometri da Pisa nei pressi di San Piero a Grado. Nel 1962 il centro, ormai indipendente dall'Accademia Militare, si trasferì definitivamente nella nuova sede di San Piero a Grado. All'interno del centro vennero effettuate ricerche su schermature, prove di irraggiamento di vari materiali, misurazioni di radioattività e produzione di radioisotopi.
All'interno del CAMEN, hanno collaborato con l'Università di Pisa alle ricerche del reattore nucleare Eni, Agip Nucleare, CNR, CNEN, FIAT, Montedison ed Enel.
Nel 1978, il riconoscimento delle competenze tecniche del personale portò a dichiarare il centro Istituto Autorizzato per la protezione dei rischi derivanti dalle radiazioni ionizzanti.
Dall'inizio degli anni 1980 il CAMEN è stato impiegato nel decomissioning del reattore, nel monitoraggio ambientale dell'area circostante, nella consulenza per la decontaminazione di siti militari e nella prevenzione dei rischi del gas radon.
Il 13 luglio 1985 il CAMEN venne soppresso e dalle sue ceneri nacque il CRESAM (Centro Ricerche, Esperienze e Studi per Applicazioni Militari). Quest'ultimo venne abolito nel 1994 dopo un riassetto emanato dal Ministero della difesa e al suo posto fu istituito l'attuale Centro Interforze Studi per le Applicazioni Militari.
Nei primi anni 2000 il centro ha fornito supporto per misurazioni relative all'uranio impoverito.

## Il reattore nucleare RTS-1
Dopo il trasferimento del CAMEN presso l'area di San Piero a Grado, nel 1961 iniziarono le attività per la realizzazione del reattore a fissione nucleare “Galileo Galilei”.
Il reattore a fissione nucleare RTS-1 da 5 megawatt venne fornito dalla Babcock & Wilcox e fu costruito dal 1960 al 1963. Nell'aprile del 1963 entrò in funzione e raggiunse la massima potenza nel corso del 1966. Il contenitore del reattore era costituito da una piscina in calcestruzzo baritico lunga 22 metri e profonda 9 metri alla cui sommità vi erano le strutture per abbassare e operare sul reattore. Il core era composto da 21 elementi dei quali 19 contenenti uranio-235 e 4 barre di controllo.
All'inizio degli anni 1980 le minori necessità della Marina insieme ai movimenti in Italia contro l'energia nucleare portarono alla decisione di spegnere definitivamente il reattore il 7 marzo 1980.

### Decommissioning del reattore
Dalla disattivazione del reattore si resero necessarie le operazioni di decommissioning e decontaminazione totale dell'area. In una prima fase, nel 1986, il combustibile nucleare costituito da uranio venne trasferito nel Centro di ricerca ENEA di Saluggia, sito del primo reattore nucleare italiano Avogadro RS-1 (oggi gestito da SOGIN), mentre il combustibile non utilizzato fu venduto alla Francia nel 2002. La fase successiva è stata quella dello smaltimento delle acque della piscina del reattore, costituito nel riprocessamento all'interno del centro per ridurre la quantità di radionuclidi e il successivo conferimento presso il depuratore di Pisa Sud, fino a confluire nel canale dei Navicelli. Il piano di trattamento e successivo smaltimento delle acque è stato redatto nel settembre 2013 a seguito di pareri dell'ISPRA e dello stesso CISAM con il monitoraggio a cura dell'ARPAT (agenzia regionale per la protezione ambientale della Toscana). I limiti di scarico sono stati stabiliti in modo da non superare la soglia di 10 microSievert/anno (μSv/a), in valore stabilito dalle normative europee e italiana come trascurabile per gli effetti sulla salute dell'uomo. Per confronto il valore limite di dose annuo per la popolazione previsto dalle normative è di 1 mSv/a (milliSiviert/anno).
Il monitoraggio dei livelli degli isotipi Cesio-137 e Trizio H-3 è stato effettuato nelle acque superficiali, sotterranee, potabili e sul suolo prima e dopo il conferimento nel depuratore di Pisa Sud e nel canale dei Navicelli e nello scolmatore dell'Arno.
L'obiettivo finale è la restituzione dell'area naturale parte del parco naturale di Migliarino, San Rossore, Massaciuccoli.